# Romain Mesnil
Romain Mesnil, född den 13 juli 1977, är en fransk friidrottare som tävlar i stavhopp. 
Mesnil deltog vid Olympiska sommarspelen 2000 men misslyckades då att ta sig vidare till finalen. Hans första mästerskapsmedalj som senior vann han vid inomhus-VM 2001 då han blev bronsmedaljör med ett hopp på 5,85. Han var även i final vid VM utomhus 2001 då han slutade femma, även denna gång efter att ha klarat 5,85.
Vid Olympiska sommarspelen 2004 blev han åter utslagen i kvalet. Däremot blev han silvermedaljör vid EM 2002 i München efter att ha klarat 5,65. Han blev även silvermedaljör vid VM 2007 då efter att ha klarat 5,86. 
Vid Olympiska sommarspelen 2008 blev han för tredje gången i ett olympiskt spel utslagen i kvalet. 

## Personliga rekord
- Stavhopp - 5,95